# Commune (Belgique)
Pour les articles homonymes, voir Commune (homonymie).

Carte administrative des communes, provinces et régions belges

La commune est une division administrative de la Belgique. Comme la Belgique est devenue un État fédéral et du fait que ce sont les entités fédérées de celui-ci qui exercent principalement la tutelle sur les communes, il convient de considérer que la commune est aussi une subdivision de la Région wallonne, de la Région flamande et de la Région de Bruxelles-Capitale. La Région wallonne a transféré une partie de ses compétences en matière de tutelle des communes aux neuf communes de la Communauté germanophone de Belgique.
Une commune est le premier échelon de la démocratie politique, conformément au Chapitre VIII « Des institutions provinciales et communales » de la constitution belge qui prévoit que ses compétences couvrent tout ce qui relève de l'« intérêt communal ». Une commune correspond généralement à une ville avec des villages environnants, à plusieurs villages ou à un village important entouré de hameaux. La superficie (264,4 km2 pour Bastogne à 1,1 km2 pour Saint-Josse-ten-Noode) et la population (de 521 216 habitants pour Anvers à 84 pour Herstappe) peuvent varier considérablement. Depuis le 2 décembre 2024, la Belgique compte 580 communes,, parmi lesquelles 137 ont le droit de porter le titre honorifique de ville. Elle en comptait 589 entre 1983 et 2018.
Le 1er janvier 2025, 28 entités flamandes ont fusionné en treize communes plus larges, portant le nombre total de communes à 565. 

## Rôle et organisation
Les communes belges ne possèdent pas les mêmes attributions et la même organisation. En effet, le fédéralisme belge donne aux Régions la pleine compétence pour les organiser politiquement.

### Principes généraux
L'administration de la commune est confiée au bourgmestre, au collège communal (anciennement collège échevinal) et au conseil communal. Le bourgmestre (parfois appelé mayeur dans quelques communes[Lesquelles ?][réf. souhaitée]) est le représentant de la Région fédérée en ce qui concerne les compétences de cette dernière, il est le représentant de l'État fédéral sur le territoire de la commune pour ce qui ressort du fédéral. Le Conseil communal est composé de membres élus pour six ans, selon le principe de l'élection directe. C'est l'assemblée représentative de la commune. Le nombre de conseillers varie selon le chiffre de la population de la commune. Il va de 7 à 55 membres. La publicité des réunions n'est obligatoire que lorsque les délibérations concernent certaines matières, le budget par exemple. Le conseil règle tout ce qui est d'intérêt communal. L'action du Conseil communal ne saurait être pleinement efficace sans le concours du Collège des Bourgmestre et Échevins (Collège échevinal, maintenant appelé Collège communal en Région wallonne) qui met en œuvre les dispositions arrêtées par le Conseil. Le Collège communal (ou Collège échevinal, hors de la Région wallonne), comprend les échevins, qui sont élus au scrutin secret par le Conseil communal, et le bourgmestre. Il comprend également en Région wallonne le président du CPAS. 
L'expression de collège échevinal en français n'est utilisée que dans les 19 communes bruxelloises bilingues[réf. souhaitée].

### Organisation politique, compétences, arrondissements, provinces
Le bourgmestre est nommé par l'exécutif de l'entité fédérée, sur présentation du conseil communal de la même façon que  le bourgmestre était nommé par le roi (chef de l'exécutif fédéral) pour une période de six ans, en principe au sein du conseil. Mais (voir ci-dessous), cette règle encore générale après 2000 a été modifiée en Wallonie.
Les attributions communales sont très larges, elles concernent les affaires d'« intérêt communal », c'est-à-dire les besoins collectifs des habitants. Théoriquement une commune peut gérer tout ce qui ne lui est pas interdit. Elle est  contrôlée par l'autorité de tutelle que sont les Régions qui, en tant qu'entités fédérées ne sont plus elles-mêmes soumises à aucune tutelle. L'État fédéral garde cependant quelques attributions en matière d'organisation des pouvoirs subordonnés (voir ci-dessous).
À côté des communes, la constitution a prévu en 1970 d'organiser les communes en agglomérations et fédérations de communes. Une seule fut mise en place en 1971 : l'agglomération bruxelloise. Elle disparaît en 1989 avec la mise en place des institutions régionales pour devenir la Région de Bruxelles-Capitale.
Les communes sont organisées en arrondissements et provinces ; avec la fédéralisation, leur tutelle principale a été transférée aux Régions.

## Tutelle légale sur les communes en Belgique
La tutelle légale sur les pouvoirs subordonnés est, nous dit Charles-Étienne Lagasse : « Le complément de la décentralisation : il s'agit du droit pour une autorité compétente, agissant conformément à la loi d'empêcher une autorité décentralisée de violer la loi [sic] ou de blesser l'intérêt général. Dans la mesure où elle est un contrôle de légalité, elle est donc le moyen de faire respecter la hiérarchie des normes par des pouvoirs subordonnés. » Il précise en outre l'intérêt qu'a une tutelle légale par opposition à une tutelle politique : « En revanche, la tutelle d'une autorité politique sur une autre au nom d'un « intérêt général » non défini prête le flanc à la critique : elle est une porte ouverte aux abus politiciens. La Charte européenne de l'autonomie locale est plus libérale que le droit belge puisqu'elle ne tolère que les tutelles de légalité, du moins pour les décisions relevant de l'intérêt local. »

### Exercice de la tutelle sur les communes
- Larges pouvoirs des Régions. Les Régions sont compétentes pour l'organisation des pouvoirs locaux au nombre desquels la commune mais aussi (notions proches), les agglomérations et fédérations de communes, les intercommunales, les organes territoriaux intracommunaux. Dans ce domaine, la compétence des Régions est globale De même, les Régions organisent politiquement les provinces. Cette compétence embrasse :  la composition, les compétences, le fonctionnement et le financement des pouvoirs locaux, de même que la tutelle, les règles électorales et enfin le statut du personnel des pouvoirs locaux[7]. Les Régions peuvent également augmenter le nombre des communes ou les fusionner. Il semble qu'elles puissent également augmenter le nombre des provinces ou le diminuer.

- Exceptions. Si la compétence des Régions en matière de tutelle est très large, il existe cependant un certain nombre d'exceptions. Le Conseil d'État a par exemple exclu des compétences régionales, la possibilité de mettre en cause les notions de bourgmestres, échevins et conseils communaux. Pour Bruxelles et les communes à facilités, seul l'État fédéral peut modifier les limites de ces entités. L'État fédéral garde aussi des compétences dans les domaines suivants : les dispositions relatives à l'état civil, l'organisation de la police et des services d'incendie, les régimes de pension du personnel et des mandataires, les dispositions relatives aux agents de l'État dans les provinces, les modalités des consultations populaires locales, les compétences du Conseil d'État en matière de contentieux électoraux. La question de la compétence des Régions en matière de droit de vote et d'éligibilité des ressortissants étrangers est controversée.

- Balises. Les Régions doivent respecter les principes de la Constitution belge relatifs aux pouvoirs locaux tels qu'énoncé aux art. 421 ; 162 et 170 de la Loi fondamentale. Elles ne peuvent pas non plus faire obstacle aux Communautés et à l'État fédéral de confier des missions aux pouvoirs locaux dans le cadre de leurs compétences. Si les Régions sont compétentes en matière d'intercommunales (le Gouvernement wallon a drastiquement réduit leur nombre et le nombre des administrateurs qui y étaient rémunérés), l'État fédéral retrouve sa compétence quand la raison d'être d'une intercommunale est une législation fédérale (par exemple en matière d'emploi).

## Spécificités par région
Depuis la cinquième réforme de l'État, la législation communale a été entièrement transférée aux trois régions. Des différences existent entre celles-ci. Ce qui a changé est d'abord le mode de désignation du bourgmestre après les élections communales (autrefois nommé par le Roi).

### Spécificités des communes wallonnes
Dans les communes sous la tutelle de la Région wallonne, les règles sont fixées par le Code de la démocratie locale et de la décentralisation. Celui-ci indique que le bourgmestre sera le conseiller communal qui aura recueilli, sans tenir compte de l'effet dévolutif de la case de tête, le plus de voix de préférence sur la liste la plus importante parmi celles qui composent la majorité. 
En outre, après dix-huit mois de fonctionnement, une motion de défiance constructive peut être déposée par le conseil communal qui peut remplacer entièrement le collège communal (l'exécutif communal, autrefois appelé collège des bourgmestre et échevins). La motion de défiance peut aussi ne viser qu'une partie des membres du Collège communal. De cette façon, fait assez rare dans les pays de langue française, les conseils communaux wallons fonctionnent comme des parlements. On a veillé à allier stabilité et  souplesse : la motion de défiance constructive ne peut être déposée que 18 mois après les élections. Si elle est votée, on ne peut en déposer une à nouveau qu'un an plus tard. Aucune motion de ce type ne peut être déposée après le 30 juin de l'année précédant les élections. Enfin, autre modification à ne pas négliger, le président du CPAS siège au Collège communal. L'ensemble de ces dispositions est établi par décret dont la section 3. Ces dispositions valent également pour les provinces wallonnes, mutatis mutandis.

### Spécificités des communes bruxelloises
Tandis que dans les deux autres régions du pays, des fusions ont été réalisées par les pouvoirs publics afin de rationaliser la gestion des communes, en opérant des économies d'échelle, par exemple en fusionnant en une grande commune des communes plus petites, une telle réforme n'a pas été appliquée sur le territoire de la Région de Bruxelles-Capitale pour des raisons d'équilibre linguistique et de représentativité des citoyens. En effet, au niveau régional bruxellois, une parité intégrale est appliquée dans l'exécutif (50 % de ministres francophones et 50 % de ministres néerlandophones) sans correspondre à la répartition linguistique de la population (environ 90 % de francophones et 10 % de néerlandophones, dans une « fourchette » de ± 5 % près — puisqu'il n'existe plus de recensements linguistiques officiels en Belgique) ; au niveau des 19 communes bruxelloises, en revanche, la répartition linguistique dans les exécutifs locaux correspond à peu près au poids réel dans la population, avec même la garantie d'au moins un échevin néerlandophone dans chaque commune.
Pour de nombreux Bruxellois, la suppression de l'échelon communal signifierait, dans le contexte institutionnel bruxellois actuel, une rupture du fragile équilibre linguistique voire démocratique. En effet, à Bruxelles, la fusion des 19 communes et la suppression de l'échelon communal reviendrait à transférer l'essentiel des pouvoirs locaux au seul échelon régional (ce qui n'est pas le cas dans les deux autres régions du pays, où les communes, même fusionnées, conservent leur entière autonomie) ; or, la Constitution belge dispose que la commune est un échelon essentiel de la vie démocratique du pays.

### Spécificités des communes flamandes
Bien que la compétence en matière de tutelle sur les pouvoirs locaux ait été revendiquée par la Flandre, celle-ci a jusqu'ici peu légiféré par rapport à la situation qui prévalait quand c'était l'État fédéral qui exerçait seul la tutelle sur les pouvoirs locaux. Simplement, elle exerce  les larges pouvoirs attribués par  la Constitution belge aux Régions qui ont été transférés comme aux autres Régions. Des projets ont été faits, notamment concernant l'élection directe du bourgmestre, mais ils n'ont pas encore été concrétisés. Le serment des élus des conseils communaux flamands (serment qui est une condition nécessaire à l'exercice de leurs fonctions), s'est modifié. Au lieu de jurer « getrouwheid aan de Koning, gehoorzaamheid aan de Grondwet en de wetten van het Belgische volk » (fidélité au Roi, obéissance à la Constitution et aux lois du peuple belge), la formule est désormais : « Ik zweer de verplichtingen van mijn mandaat trouw na te leven » (« Je jure d'être fidèle aux obligations de mon mandat »), ce qui signifie que, symboliquement, dans les communes flamandes, il n'est plus fait référence ni au roi, ni à la Belgique, alors que la formule du serment n'a changé ni en Région wallonne ni à Bruxelles.

## Régime linguistique

Les quatre régions linguistiques de Belgique:
langue néerlandaise (en jaune)
bilingue (Bruxelles-Capitale, en hachuré)
langue française (en rouge)
langue allemande (en bleu)
La région de langue néerlandaise correspond à la Flandre, celle de langue française correspond à la Région wallonne (sauf la Communauté germanophone de Belgique, qui correspond à la région de langue allemande), la région bilingue correspond à la Région de Bruxelles-Capitale.

En Belgique, il existe quatre régions linguistiques, trois unilingues et une bilingue. Lors de la fixation définitive de la frontière linguistique en 1963, la langue majoritaire de la commune a alors déterminé l'appartenance à l'une des trois régions unilingues : la région de langue française, la région de langue allemande et la région de langue néerlandaise. Quant à la région bilingue de Bruxelles-Capitale, même si elle est historiquement néerlandophone, actuellement elle est majoritairement francophone, et sa fonction nationale joue son rôle dans son régime linguistique (à la différence de l'exemple suisse, où la capitale nationale, Berne, appartient au régime linguistique unilingue de la majorité locale germanophone). 
Les régions linguistiques ont été créées par une loi de 1921, précisées ensuite par les lois de 1932 et de 1962 : « C'est par la loi du 8 novembre 1962 que le législateur a dessiné les régions linguistiques dans leurs limites actuelles : région de langue française, région de langue néerlandaise, région de langue allemande et région bilingue de Bruxelles-Capitale [...] L'article 4 de la Constitution, voté en 1970, donna à cette subdivision un caractère constitutionnel et, de plus, rendit toute modification des limites tributaire d'un vote au Parlement à la majorité spéciale [...]. L'alinéa 2 de cet article ajoute que « chaque commune du Royaume fait partie d'une de ces régions linguistiques ». Le vote de cette disposition a eu pour effet de rattacher à la région de langue néerlandaise les six communes périphériques de Bruxelles. »
À partir de 1932  (première fixation de la frontière linguistique mais le tracé de celle-ci était révisable), le régime linguistique des communes pouvait être modifié après un recensement démographique décennal, qui comportait depuis 1847 des questions sur les langues parlées et utilisées. Le conseil communal adoptait comme langue de travail, et donc comme régime linguistique, la langue de la majorité. Théoriquement, une commune pouvait devenir bilingue dès lors que la population d'un autre régime linguistique atteignait 30 %, au-delà de 50 % elle passait dans l’autre régime linguistique. En réalité cette loi n'a jamais été strictement appliquée en raison des graves problèmes politiques qu'elle pouvait poser et du fait que le volet linguistique des recensements a été de facto supprimé après 1947 :
- cette disposition n'a jamais valu que pour quelques communes de part et d'autre de la frontière linguistique et a souvent joué en faveur de la Région wallonne ou de la région bilingue de Bruxelles-Capitale, comme Enghien pour la Région wallonne et Berchem-Sainte-Agathe autrefois en Région flamande, rattachée à Bruxelles-Capitale dans les années 1950 ;
- cette loi n'a jamais été strictement appliquée, même dans la période où elle a existé, soit un très court laps de temps (1932-1963), et compte tenu aussi que ces 31 ans ont été interrompus par cinq années de guerre, que le recensement linguistique a perdu tout effet après celui de 1947 dont les résultats s'étaient avérés catastrophiques pour la Flandre et dont toutes les conséquences n'ont pas été tirées.

Les lois linguistiques de 1963 ont figé les situations acquises même si la réunion de la commune de Fourons à la Région flamande en 1963 a créé des difficultés graves pendant près de quarante ans, cette commune jouissant d'ailleurs d'un statut particulier.

## Histoire
Les communes, en tant que division administrative, sont officiellement nées en 1794 lors de l'occupation française quand le Directoire a réorganisé les structures de l'Ancien Régime. La situation des pouvoirs locaux en Belgique avant le Nouveau Régime était très variable dans les provinces des Pays-Bas autrichiens ou dans la principauté de Liège.
Dès que les armées de la République française furent installées en Belgique, des délégués de la Convention y introduisirent le système municipal en vigueur en France depuis 1789. Les privilèges de l'Ancien Régime, et notamment ceux des villes et des bourgs, furent abolis. Toutes les communes étaient désormais soumises à un régime unique. Cependant, la tradition anticentraliste belge persista et on empêcha la concentration jacobine de trop de pouvoir en une seule main en accordant une certaine autonomie aux communes.
En 1830, il y a 2 492 communes, ce nombre a ensuite progressé pour atteindre le record de 2 675 en 1928.
Le nombre des communes était très grand jusqu'en 1977, mais afin de rationaliser la gestion des communes, en opérant des économies d'échelle, les pouvoirs publics décidèrent de fusionner les petites communes en communes plus grandes. Par l’arrêté royal du 17 septembre 1975, ratifié par la loi du 30 décembre 1975, le nombre de communes est réduit de 2 359 à 596. La fusion est effective au 1er janvier 1977. Au sein des communes nouvelles, les anciennes communes avant fusion sont dénommées « sections ».
En 2024 le nombres de communes belges tombe à 580; 300 en Flandre, 261 en Wallonie et 19 à Bruxelles.